# Münsterländer grande
El Munsterlander grande (en alemán Großer Münsterländer) es una raza de perro de caza versátil originaria de la región alemana del Münster.
The Kennel Club (KC) en Reino Unido lo reconoce como raza en 1919, estableciéndose su estándar en 1921. Se trata de un perro de tipo Spaniel.

## Habilidades
Este perro de campo es calmado, se lleva bien con niños y puede adaptarse a vivir en una vivienda. Las características versátiles de la raza le hacen una buena compañía para todas las facetas de la caza. Una comparativa de resultados de 82 Munsterlanders con otras 104 razas versátiles llevada a cabo por la NAVHDA, muestra como este es el más versátil de todas ellas con diferencia. De media, los Munsterlanders grandes trabajan más cerca y respondiendo mejor al dueño que otras razas, si bien es cierto que su instinto madura más tarde. La raza muestra una mejor cooperación que otras razas y una concentración excelente en el seguimiento y recuperación de aves. Durante la búsqueda en la caza, la mayor parte de los ejemplares cubren entre 40 y 140 metros, según tipo de suelo. Su manto largo y grueso les protege del frío permitiéndoles además buscar en lugares con vegetación densa.